# 东方集团的媒体与政治宣传
冷战时期，东方集团中各国的媒体与政治宣传是直接处在各国的共产党的控制之下的，各国的共产党都控制着国有媒体、审查制度以及宣传机关。鉴于東方集團的统治阶级甚至将微不足道的持不同政见的知识分子都视作在基层中对共产主义政权的潜在威胁，这些共产主义政府就采用了将出版物、电视及广播媒体划归国家及政党所有的方式，从而达到控制信息及社会的目的。
同时，在这些苏东阵营国家里，人们也采取过一些程度不同的规避审查制度的措施，包括秘密出版物以及获取有限的来自西方国家的广播和电视信号。除此之外，还有一些共产主义政权会对由本国输出到东方阵营之外国家的信息施加严格管控，具体措施是严格控制进入本国旅行的外国人以及孤立那些获准前往别国的本国旅行人口。

## 背景

### 创建

东方集团地图（至1992年12月31日）

在1917年俄国革命后，布尔什维克掌握了政权。在随后的俄国内战中，就在红军于1919年进入明斯克的同时，白俄罗斯被俄国人宣布成为白俄羅斯社會主義蘇維埃共和國。在更多次的冲突过后，1920年，白俄罗斯苏维埃社会主义共和国正式宣告成立。随着乌克兰在波烏戰爭中的失败，以及1921年3月里加和约签订之后，乌克兰中部及东部地区被并入苏联，成为乌克兰苏维埃社会主义共和国。1922年，俄罗斯苏维埃联邦社会主义共和国、乌克兰苏维埃社会主义共和国、白俄罗斯苏维埃社会主义共和国以及外高加索社会主义联邦苏维埃共和国这四个共和国正式合并成苏联。
到了第二次世界大战结束时，所有东欧及中欧国家的首都都处在苏联的控制之下。在战争的最后阶段，苏联开始了创立東方集團的计划，其手段就是将数个国家纳入苏联加盟共和国之列，而那些国家正是纳粹德国在先前的苏德互不侵犯条约中割让给苏联的。这其中包括波兰东部（该区域被分别划分给两个加盟共和国）、拉脱维亚（变为了拉脱维亚苏维埃社会主义共和国）  、爱沙尼亚（变为了爱沙尼亚苏维埃社会主义共和国）  、立陶宛（变成了立陶宛苏维埃社会主义共和国）  、芬兰东部部分地区（变成了卡累利阿-芬兰苏维埃社会主义共和国）以及羅馬尼亞的东北部地区（变成了摩尔达维亚苏维埃社会主义共和国）  。
到了1945年，上述这些被苏联吞并的国家和地区的总领土面积已达到大约465000平方千米，这个面积也比西德、东德以及奥地利的面积总和要稍微大一点。其他国家则变成了苏联的卫星国，比如波兰人民共和国、匈牙利人民共和国、捷克斯洛伐克社会主义共和国、罗马尼亚社会主义共和国、阿尔巴尼亚社会主义人民共和国以及后来由德国苏占区演变而来的東德。尽管在1948年的不结盟运动之后铁托和斯大林之间发生了分裂（苏南冲突），但人们還是將南斯拉夫社会主义联邦共和国視為东方阵营的一员  。

### 状况

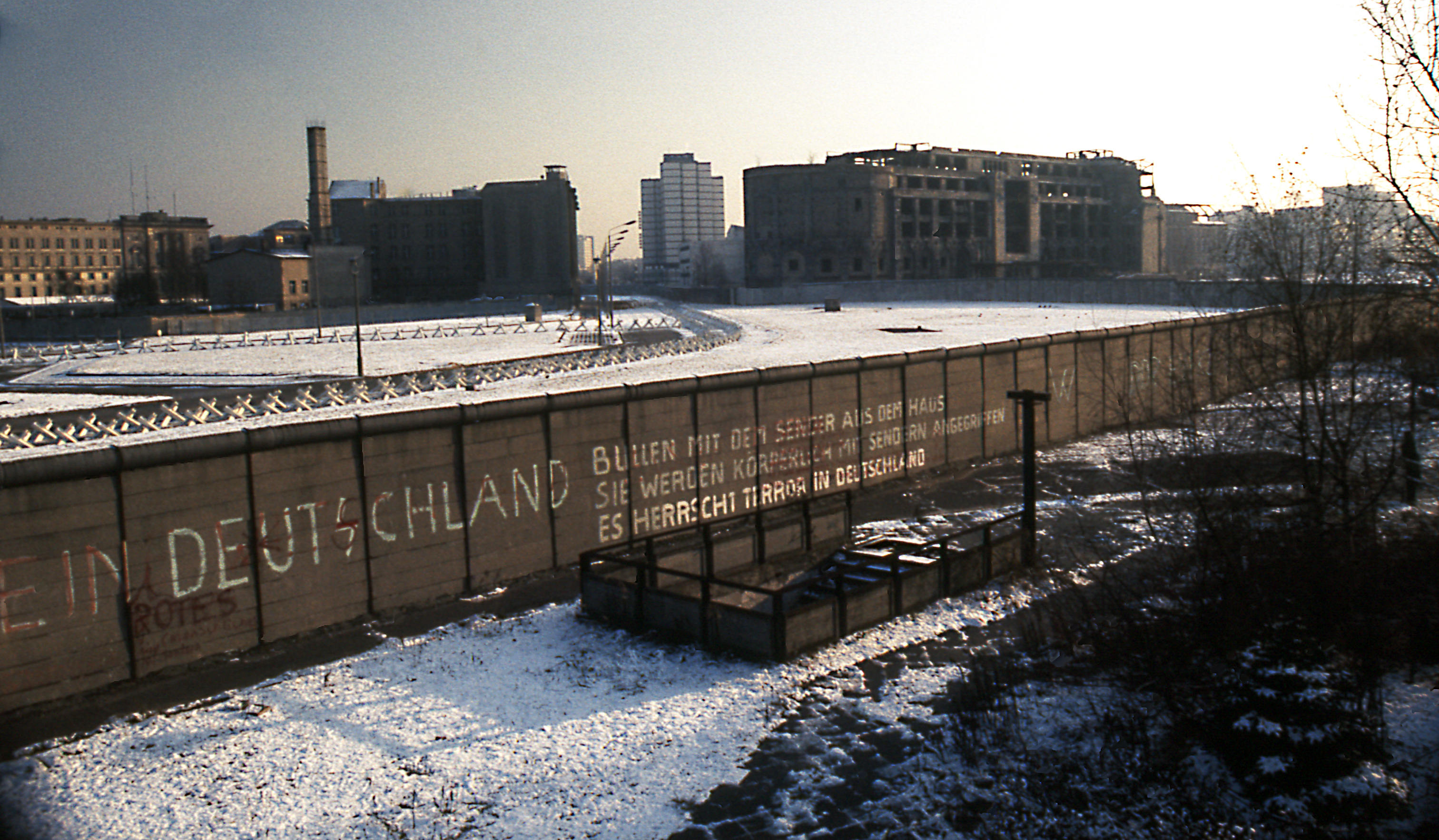
柏林墙，1975

在整个东方阵营里，既包括各个苏维埃加盟共和国也包括其他国家，俄罗斯蘇維埃社會主義共和國一直处于主导地位，并被称为“最重要的国家”，俄罗斯人也被称作“带头的民族“。苏联人鼓励阵营内的各国去仰慕来自俄罗斯的一切东西，并在每个东方阵营国家内都复制了他们自己的共产党统治的等级结构。
在东方阵营内部，共产主义最明确的特征就是其独一无二的国内社会与经济的共生关系，这也就导致了政治和经济失去了它们原有的作为自主的、可区分开的领域的特征。起初，斯大林統治下的蘇聯体制完全拒绝西方式的具有公共机构特征的市场经济、多党派政治（按照苏联的说法，是‘资产阶级的民主’），而且在斯大林体制下，国家可以随意对法律进行干涉。苏维埃政权还被授权可以没收私有财产。
在东方阵营中纷纷出现的苏联风格的“复制品政权”，他們不仅复制了苏联的計劃經濟，而且还采用了斯大林以及苏联秘密警察镇压真实或潜在的反对声音的手段。东方阵营中的共产主义政权甚至将最微不足道的持不同政见的知识分子都视作对共产主义政权基层统治的潜在威胁。在东方阵营的共产主义政权中，对不同政见以及反对声音的镇压一直是这些政权在国家安全方面的先决条件，尽管因为国家不同、时代变迁等原因，各政权对反对声音的不同政见的镇压程度也存在着差异。
从1945年到1949年，大约有超过1500万名来自东方阵营国家的居民向西方移民，但到了1950年代早期，此類移民就几乎暂停，这时的苏联也在不停地控制着来自苏东阵营其他国家的民族主义运动。而且，由于东方阵营中的决策者采用了全面发展经济而不是重点发展经济的策略，整个东方阵营也在经历着由此导致的经济负增长，因此，东方阵营各国在人均国内生产总值（GDP）方面也落在了他们的西方对手之后。

## 对媒体及信息的限制

### 对媒体及信息的控制
在東方集團中，国家拥有并负责大众传媒的运转。统治阶级将媒体视作一种政治宣传工具，并用大规模的审查制度对信息传播施加了几乎完全而彻底的控制。共产主义国家的新闻界在实际上就是国家的一个机关，而且也完全依赖于国家。直到1980年代末，所有东方阵营国家的广播及电视机构仍然属于国家，并处在国家的严密控制之下。同时，印刷制品等纸媒也基本上属于各个政治组织，大部分属于地方性的共产党组织。
青年报纸及杂志则属于隶属于共产党的青年组织。苏联国内的管理主体名为“苏联国家电视广播委员会”，也被称为USSR Gosteleradio（Государственный комитет по телевидению и радиовещанию СССР, Гостелерадио СССР）。这个委员会负责管理苏联国内的一切电视及广播频道和栏目。
共产党对媒体进行控制并负责审查制度的运行。媒体是控制信息乃至控制社会的一个重要形式。东方阵营的政权将信息及知识的传播及描绘视作关乎共产主义存亡的关键环节，因此他们会完全扼杀与自身意志相违背的概念和评论。这些政权出版了多份由国家控制的共产主义政党报纸。起初，在1950年代的工业化五年计划的制定过程中，广播是最主要的媒介，其优先程度也要高于电视。

### 审查和压制异议
东方阵营中存在着严格的审查制度，尽管這些國家内部也存在着规避审查的秘密出版物。在东方阵营内部，审查机构的运行及管理方式因国家不同而存在差异。例如，波兰国内的审查制度的特点就十分鲜明，该制度在结构上较为松散，但在办事效率上也一点也不低效。早在1944年，阿尔巴尼亚社会主义人民共和国以及南斯拉夫社会主义联邦共和国就已经引入了严格的审查制度，尽管在1948年铁托与斯大林决裂后南斯拉夫国内的审查制度出现了一定程度的放松。与其他东方阵营国家不同，捷克斯洛伐克社会主义共和国国内的相对自由的环境仍然在1945年后维持了3年的时间，直到1948年，随着捷克斯洛伐克1948年二月事件的发生，苏联风格的审查制度才彻底降临到了这个国家。
在整个东方阵营中，各种文化部对作家们都进行了严格的束缚。文化作品必须能反映国家的需要，在最初的时间里，政党任命的审查者都会对各类文化作品进行严格的控制。在斯大林时期，如果在五一劳动节那天天气不晴朗，甚至连天气预报都要为之更改。在罗马尼亚社会主义共和国的尼古拉·齐奥塞斯库时期，如果出现高于规定的停工最高气温或是低于规定的停工最低气温的情况，为了能让工人们一直工作，连气温都要被篡改。
在每个东方阵营国家，执政的共产党的领导主体则会对审查制度实施等级性的控制。每个共产党都在其中央委员会中保有一个负责监督媒体的部门。审查者还会采取一些辅助手段，比如有权开办或关闭任何报纸、广播或电视台，给记者颁发记者证，有权任免记者等。党政官僚则握有最主要的编辑权力。以苏联官方及军事机密保护总局为模板而仿建的各类审查机构都会安排一到两名代表到所有编辑部直接参与工作。如果没有这些代表的明确允许，没有一篇文章能够上报或是被广播出去。
起初，由于德国被同盟国分割占领，各占领国都要遵循相同的规矩（比如媒体控制方面的规矩），所以在東德，情况和其他东方阵营国家还有所不同。东德也因此避免了所有媒体信息都遭到完全管控的命运。苏联占领当局的行政机构（SVAG）则通过自身的“政治宣传及审查制度部门”来对东德的审查机关进行宣传及审查政策方面的指挥。起初，苏联占领当局的政策与那些在进行去纳粹化运动的西方国家占领区所实行的政策之间并没有什么太大的差别，但后来审查制度就成为了苏联人操控东德的政治、知识以及文化发展的最为公开的工具之一。在二战前就已存在的各个艺术社团及协会遭到了解散，所有新成立的剧院和艺术团体都要在SVAG那里登记。除非审查机关事先予以许可，否則所有艺术展览都遭到全面禁止。
在东德正式成立后，尽管原先的宪法规定“不允许出现对媒体的审查制度”，但还是出现了官方及非官方的审查制度，虽然在东德的最后几年里这种制度已经降低到了一个较低的强度。此后，在东德国内，两个政府机构开始负责监督并执行官方审查，这两个机构一个是“出版商及书籍销售总办公室”（Head office for publishing companies and bookselling trade，德文：Hauptverwaltung Verlage und Buchhandel，HV），另一个是版权局（Bureau for Copyright，德文：Buro fur Urheberrechte）。HV负责确定审查程度以及出版和销售文化作品的方式。版权局则负责评估文化作品，之后决定该作品是否可以被允许在东德境内或是在外国出版。对于剧院，东德则建立了“保留剧目轮演委员会”，该委员会包含了公共教育部（MfV）、执政的德国统一社会党、剧院联盟以及东德戏剧事务办公室。
在经历了长时间的签证办理过程后，来自西方的游客才可以途径西德边境开车进入东德，他们的车也要经过彻底的搜查，以防他们将“西方政治宣传材料”等违禁品带入东德。尽管如此，东德当局还是发现，想要不让他们的民众收听西方广播或收看西方电视节目是极为困难的，因为这些广播电视信号几乎能够覆盖整个东德。而且鉴于技术问题以及对外交关系的考虑，东德政府对西方广播电视发射站进行信号干扰的企图也很快被放弃了。
在苏联，根据苏联共产党的官方意识形态及政策，出版业国家委员会（Goskomizdat）负责审查所有印刷出版物，电影摄制业国家委员会（Goskino）负责监督所有电影作品，广播业国家委员会（Gosteleradio）则负责控制所有的无线电及电视广播。另外，很多机构（比如国家统计委员会，Goskomstat）中的第一部门（First Department）则负责确保国家机密和其他敏感信息只能到达拥有官方授权的人的手里。苏联还把图书馆中藏有的十月革命前的书籍以及外文书籍统统销毁，只留下了所谓的“特殊收录材料”（spetskhran），这些材料只有在克格勃的特殊许可下才能被查阅。苏联还对图片进行审查，其中就包括将已经被除掉（處決）的人从文本、海报、画作及照片中去除。

#### 知名人士
在整个东方集团，艺术家或那些试图传播不同意见的人都受到镇压，一些比较突出的受害者包括：
- 罗马尼亚社会主义共和国诗人，在1949年之后就已经对罗马尼亚共产党不再抱有幻想[38]，之后便多次因不服从当局而遭受处罚[39] [40] 。1985年，在被罗马尼亚警方殴打数周后，Ursu被转移到了日拉瓦鄉监狱的医院里，后来他在那里死于腹膜炎。  [41] [42] [43]
- 犹太人反法西斯委员会案件——在斯大林的命令下，13名作家、诗人、艺术家、音乐家以及演员遭到了秘密处决。
- 纳吉·伊姆雷——匈牙利前总理，在1956年匈牙利革命中支持匈牙利退出华约组织，后来在离开南斯拉夫大使馆后，纳吉被苏联当局逮捕，接受秘密审判并被判有罪，被判处死刑并在1958年6月被处以绞刑[44]。对纳吉的审判和处决过程直到判决被执行后才向公众公布[45]。
- Ion Valentin Anestin——罗马尼亚艺术家、作家。他的作品的内容主要集中在谴责斯大林及苏联上，他的一部系列作品就名为“红场屠夫”，曾经刊载于Gluma杂志上 [46] [47] [48]。随着苏联对罗马尼亚的占领的开始 [46] [47] [48]，Anestin在1944-1949年的五年时间里都一直被禁止出版作品，最终他也遭到了监禁。他在被释放后不久就去世了 [46] [47]。
- Nikolai Getman——乌克兰艺术家，1946年，他因为持有一个画有斯大林漫画的烟盒（漫画是他的一个朋友画的）而被逮捕，他被送到了西伯利亚的古拉格劳改营。他也是为数不多的几个把古拉格生活记录下来的艺术家之一，在那里Getman是通过为当局画政治宣传画而活下来的。
- 瓦西尔·斯图斯——乌克兰作家、记者。因为写了一本和苏维埃意识形态有差异的书而于1972年被逮捕，在监狱中服刑5年，之后又于1980年因替烏克蘭赫爾辛基小組的成员辩护而再次被捕，获刑10年，后来在一座苏联强制劳动营中被殴打致死。
- Vasile Voiculescu——罗马尼亚诗人，在1958年也就是他74岁的时候被捕入狱，在监狱中度过了4年，期间患病，在被释放的几个月后死于癌症。
- Arno Esch——東德政治作家，于1949年被内务人民委员部逮捕入狱，因“反革命活动“而被判处死刑，1951年被处决于卢比扬卡监狱。
- Lena Constante——在羅馬尼亞秘密警察的不断审问下，Constante试图避开对她的“铁托主义”和“叛国罪”的无端指控，但她也因此遭到了不断的殴打和折磨（她的大部分头发甚至都被连根拔掉）[49]，秘密警察还用Zilber的证词和她对证，那些证词中也牵扯到了她，在这些因素的作用下，Constante最终屈服并承认了加在她头上的罪名[50]。
- Jozsef Dudas——匈牙利政治活动家，在1956年匈牙利革命中曾对着人群宣读终结苏联压迫的25点计划，他于次年被处决。
- Enn Tarto——爱沙尼亚持不同政见者，在1956-1960年、1962-1967年两次入狱，之后又因反苏维埃活动而在1983-1988年再次被监禁。
- Anton Durcovici——曾公开抨击共产主义政权的罗马尼亚神职人员，1947年起他就一直处在被监视的状态之中，1949年，在礼拜会众对他的一次拜访时被羅馬尼亞秘密警察逮捕，最终死于监狱的恶劣环境与折磨，后被埋葬于一处没有标记的坟墓中 [51] [52]。共产党当局随后便试图将他曾被捕入狱的所有证据全部销毁，因此大部分文件也都被毁了[51]。
- Valeriy Marchenko——乌克兰诗人，于1973年被逮捕，被控犯有反苏维埃煽动及宣传罪，被判处6年监禁以及2年流放。1983年因违反苏联刑法第62条而再次入狱，並被以廠家反苏维埃煽动及宣传活动而被判处10年监禁以及5年流放，之后他患上了疾病，在国际压力下Marchenko被转移到了一所医院，他也最终死在那里。
- Juri Jaakson——爱沙尼亚商人及前政客，于1941年因抨击苏维埃统治而被苏联处决。
- Mecislovas Reinys——立陶宛大主教，于1947年因批判布尔什维主义而被逮捕，被判处在苏联监狱中服刑8年，最终于1953年死在狱中
- Ioann大主教（Metropolitan Ioann），世俗名为Vasiliy Bodnarchuk——乌克兰神职人员，于1949年因发表乌克兰民族主义言论而被捕，之后被判处在铜矿中服20年苦役。
- 喬治·馬可夫——保加利亚作家、记者，他叛逃到了西方并为BBC工作，公开地对保加利亚共产主义进行批评。最终他于1978年在伦敦的滑铁卢桥上被刺杀。
- 耶日·波比耶乌什科——波兰罗马天主教牧师。他在布道時批判共产主义体制，而他的布道也被自由欧洲电台定期广播，因此他也在波兰国内因其不肯屈服的态度而颇为有名。1984年，他被波兰内务部安全处的特工杀害 。

其他艺术家，比如Geo Bogza，则在作品中加入抨击共产主义政权的漫画或讽刺故事。然而这也没能逃过羅馬尼亞秘密警察的仔细检查，就像羅馬尼亞秘密警察对Bogza及其作品进行的仔细检查那样。

## 媒体实体
| 国家          | 第一套节目        | 第二套节目        | 第三套节目        | 地方及专业频道概况                                                                   |
| ------------- | ----------------- | ----------------- | ----------------- | ------------------------------------------------------------------------------------ |
| 苏联          | 1938-03-09 CT-1   | 1967-11-04 CT-2   |                   | 1个教育频道（CT-4） 莫斯科频道（CT-3、CT-6） 列宁格勒频道（CT-5） 14个加盟共和国频道 |
| 波蘭          | 1952-10-25 TVP1   | 1970-10-02 TVP2   |                   | 9个地区电视中心自办节目                                                              |
| 東德          | 1952-12-21 DFF1   | 1969-10-03 DFF2   |                   |                                                                                      |
| 捷克斯洛伐克  | 1953-05-01 CST1   | 1970-05-10 CST2   |                   |                                                                                      |
| 羅馬尼亞      | 1956-12-31 TVR 1  | 1968-05-02 TVR 2  |                   |                                                                                      |
| 匈牙利        | 1957-05-01 M1     | 1973-11-07 M2     |                   |                                                                                      |
| 保加利亚      | 1959-11-07 BNT 1  | 1975-09-09 BNT 2  |                   |                                                                                      |
| 阿尔巴尼亚    | 1960-05-01        |                   |                   |                                                                                      |
| 附： 南斯拉夫 | (1956-05-15)      | (1970-05-01)      | 1989-07-01        | 6个加盟共和国频道 2个自治省频道 科佩尔频道 斯普利特频道                              |
| 附： 中国     | 1958-05-02 CCTV-1 | 1973-05-01 CCTV-2 | 1986-01-01 CCTV-3 | 1个教育频道（CETV） 各省、地级市频道                                                 |

在东方阵营国家，最主要的报纸就是共产党的官方日报。报纸就是为政黨进行记录的主要手段，并且也能为其他需要获取信息的官员及其他读者提供官方的政治路线图。在一些国家，执政的共产党的一个重要收入来源就是印刷媒体。另外广播和电视也处在国家的控制之下。塔斯社就是负责收集国内及国际新闻并将这些新闻传递給苏联的所有报纸、广播电台以及电视台的中心机构。塔斯社完全垄断了对国内媒体的政治新闻供应。塔斯社也经常遭到苏联情报部门以及安全局的渗透，比如内务人民委员部和格乌。塔斯社在14个加盟共和国国内都拥有附属机构，这些国家中包括立陶宛苏维埃社会主义共和国、拉脱维亚苏维埃社会主义共和国、爱沙尼亚苏维埃社会主义共和国、摩尔达维亚苏维埃社会主义共和国、乌克兰苏维埃社会主义共和国以及白俄罗斯苏维埃社会主义共和国。
在东方阵营中，除了在出版印刷政策方面存在一些表面的相似之处以外，大众传媒的角色和功能则因国家的不同而存在着很大的差别。在波兰、匈牙利以及南斯拉夫，出版业拥有相对多的自由，这也体现了这些国家的娱乐业的繁荣以及不服从苏联的潜台词。在一些情况中，报纸和杂志就成为了向往自由的力量的最为明显的组成部分，比如在1956年以及1980-81年的波兰、1956年的匈牙利以及1968年的捷克斯洛伐克。
在苏东阵营临近解体之际，出现了很多事例，在这些事例中，执政的共产党通过印刷出版业放出的信息与实际情况的差异越来越大，这也导致了公众对共产主义政权的信心越来越低落。与此同时，在1980年代，一些东方阵营国家的新闻出版业开始变得愈发开放，比如波兰、匈牙利以及捷克斯洛伐克。在南斯拉夫，随着铁托的统治的结束，国内新闻业也开始朝着民族主义的方向发展。只有在罗马尼亚和阿尔巴尼亚，国内的新闻业直到东方阵营解体也依然处在严密的独裁控制之下。
在东德，起初因为同盟国之间要共同遵守占领协定，因此对媒体的控制还不那么明显。1945年秋，苏联SVG建立了德国公共教育管理局（DVV）。SVAG和DVV控制并有权颁发一切出版许可执照，而东德的所有报纸、书籍、期刊及其他材料都要获得出版许可执照才能出版。这些机构还有权决定哪些出版物拥有最高优先出版权，还有权根据优先顺序来分配印刷用的纸张。SVAG一开始还曾给私人出版商发放过执照，只不过会有更多的审查者去审查私人出版商的出版物。

## 在东方阵营之外的信息控制
从1935年开始，斯大林就把外界接触苏联各共和国的道路都堵死了，直到他去世为止。他的政策有效地阻止了外国游客进入苏联旅游，这样一来外界也就无法知道苏联国内的政治进程。在1935年-1953年，甚至是在斯大林死后的25年里，为数不多的获准进入苏联的外国外交人员和记者也只能被限制在莫斯科市内很小的一块区域内，他们的电话被窃听，他们的住处也被安置在只有外国人居住的区域，他们也经常遭到苏联当局人员的跟踪。而想要接触那些外国人的苏联持不同政见者也会遭到逮捕。在二战后的许多年里，就算是获得消息最多的外国人也无从知晓到底有多少苏联公民被他们的国家逮捕或处决，也无从知晓苏联的经济发展程度到底有多么落后。
相似地，罗马尼亚的共产党政权也对外国游客进行了小心谨慎的控制，目的也是限制外界信息进入罗马尼亚以及控制罗马尼亚本国信息流往国外。因此，直到1960年代末，外界都无法了解罗马尼亚的国内活动。结果便是，直到1990年，罗马尼亚国内的劳动营以及监狱的情况都很少为西方所知晓。关于此类信息，西方一般都是通过因政治原因流亡国外的罗马尼亚人出版的东西而得知的。关于罗马尼亚国内对共产党政权的反抗，罗马尼亚秘密警察则完全有能力把这类信息封锁在国内，它们不可能泄露到西方世界。斯大林主义下的阿尔巴尼亚當局在去斯大林化以及毛泽东死后则经历着越来越严重的疑心病，他們将访问本国的外国游客的数量限制在了每年6000人，而这为数不多的访客在阿尔巴尼亚国内也会遭到隔离。

## 政治宣傳
东方阵营的共产党领导人则会公开地谈论政治宣传的作用。针对目标受众的不同，共产主义政治宣传的目标和方法也会做出调整。对受众的最宽泛分类如下：
- 国内政治宣传
- 对外宣传
- 对共产主义国家以外的共产主义支持者的政治宣传

此外，共产党的文件中还披露了对具体目标的更为细化的分类（工人、农民、青年、女性等等）。
按照马克思列宁主义理论以及其中的历史唯物主义，共产党是推动历史的主角，也是“工人阶级的先锋”，因此共产党领导人也是不应出现任何错误的。在宣传鼓动表演之外，政治宣传也经常渗透到传统文艺作品之中，比如在斯大林和铁托决裂之后的匈牙利，国家剧院的导演就编排了一个新版本的《麦克白》（Macbeth），剧中的邪恶国王不是别人而正是遭人厌恨（在东方阵营中是这样的）的约瑟普·布罗兹·铁托。各种文过饰非的宣传语甚嚣尘上，比如，在经济问题上，由于经济发展的停滞，共产党当局所进行的削弱性的工资削减则被美化为“对帝国主义的迎头痛击”；而公民被强制贷款給當局的舉動则被称为“为建设社会主义而做出的自愿性捐助”。

共产主义理论家尼古拉·伊万诺维奇·布哈林在他的共产主义ABC一书中这样写道：
从长远来看，共产主义的国家政治宣传已经成为了根除旧政权的资产阶级宣传的一种方式；这种方式也是创造新的意识形态、新的思维方式以及世界新面貌的有力工具。

还有些东方阵营的新聞機構会“重塑”西方世界的新闻，比如东德电视节目“黑频道”，它會删减来自西德的新聞並加入一些符合當局意識形態的评论。“黑频道”这个名字是一个文字游戏，这个短语其实起源于德国水管工对下水道的称呼。由于东西德的地缘关系，东德的大部分地区（除了萨克森州东部的德累斯顿周边地区）都能接收到来自西德的电视节目信号（例如德國公共廣播聯盟），因此，“黑频道”项目的设立目的就是对东德民众接收到的西德电视节目进行反驳。而收不到信号的德累斯顿地区也获得了一个外号：“一无所知的山谷”（valley of the clueless），尽管在实际上还是有一些西方无线电信号能到达那里。
不過包括斯大林在内的东方阵营领导人都有見不得人的事情被西方提及，這也是東方陣營不願意看到的。例如，1948年1月，美国国务院就曾出版过一系列题为《纳粹-苏维埃关系，1939-1941：来自德国外交办公室的文档》的文件，其中就包括了一些来自納粹德國外务办公室的文件 ，其中涉及了关于莫洛托夫-里宾特洛甫协定的内容   ，还包括了关于瓜分东欧的秘密协定  、1939年的德苏信贷及贸易协定以及关于苏联成为轴心国的第四个成员国的讨论。
作为回应，在一个月后，苏联情报局就出版了一本题为“历史的伪造者”的书  。斯大林亲自对该书进行了编辑，亲自重写了其中的一个章节。这本书中声称，是美国银行家及实业家为德国的战争工业提供了资本，而且还故意鼓动希特勒向东扩张。这本书中还声称，在苏德条约的生效期内，斯大林还曾对希特勒提出的瓜分世界的提议予以过拒绝，然而却对苏联曾主动要求加入轴心国的事实只字未提。在苏联国内，各种史学研究、官方记录、回忆录以及教科书都沿用《历史的伪造者》一书中提出的观点，这种情况一直延续到苏联解体才宣告终结。
这本书将美国人称为“伪造者”，而英国人和法国人则是美国人的“帮凶”，這本書还声称，早在1937年，在英法的纵容下，希特勒发动世界大战的企图就已经十分明确了。該書還痛斥了“诽谤者们的连篇谎话”。书中还说，“自然地，历史的伪造者和诽谤者们之所以被叫做伪造者和诽谤者，就是因为他们根本不尊重任何事实，他们更喜欢做的就是造谣和诽谤”。
在东德，苏联SVAG和DVV起初握有一切出版物的优先出版权。在1946年的最初的几个月里，苏联人对如何在东德将政治宣传和审查制度结合在一起还不太有把握。SVAG随后便进行了一场大规模的政治宣传活动，这种宣传已经超出了传统政治宣传的范畴，其影响范围已经渗透进了工会、妇女组织以及青年组织。

## 避开审查

### 秘密的信息传播
在东方阵营国家，秘密出版物是人们复制并分发被政府所封禁的文学或其他媒体的作品的秘密途径。通常，违禁出版物是通过手写或机打文件的形式以较少的数量来进行传播，而收到这些秘密读物的人一般也会继续复制更多份文件。这种行为的危险程度较高，一旦被发现持有或复制违禁文件，就会遭到严厉的惩罚。前苏联持不同政见者弗拉基米尔·康斯坦丁诺维奇·布科夫斯基是这样描述的：“我自己创作它们，自己编辑它们，自己审查它们，自己出版它们，自己分发它们，也许还会因为它们而坐牢。”存在时间最长也最著名的秘密出版物之一就是《时事纪事》，一份类似消息简报的出版物。这个秘密出版物中刊载有为捍卫苏联公民人权而匿名撰写的文章。还有一些人因为与《时事纪事》有关联而遭到逮捕。
“Magnitizdat”是将收音机的直播录音重新刻录为录音带并自行分发的过程，这些录音带在苏联国内无法进入市场流通。Magnitizdat的过程比在秘密出版物上刊载文章要安全一些，因为苏联国内的任何公民都被允许拥有双卷盘式的录音机，而复印机的持有情况则处在国家的控制之下。“Tamizdat”指那些在国外出版的文学作品（tam在俄语中意为‘there’），这些违禁品一般以手抄本的形式被偷运入境。

### 西方世界在政治宣传战争中的角色
为了让东方阵营国家的人民听到来自西方世界的广播，西方国家在强力信号发射设备上投入了大量资金。尽管东方阵营当局也一直在试图干扰来自西方的信号。1947年，美国之声为反击苏联对美国领导人及政策的不实宣传，开始用俄语进行广播，广播的内容则是亲西方的政治宣传以及针对苏联领导人及其政策的批判。这些西方媒体包括自由欧洲电台（RFE）、美国占领区广播电台（柏林）（RIAS（Berlin））、美国之声、德国之声（Deutsche Welle）、法国国际广播电台（Radio France International）以及英国广播公司（BBC）。苏联对西方宣传攻势表现出了强硬的态度，並于1949年开始对美国之声等其他西方广播信号进行干扰。BBC国际服务也针对那些处在铁幕之后的国家播报小语种节目。
根据“冷战最终会变成政治宣传战争而不是军事战争”这一理念，自由欧洲电台诞生了。1950年1月，自由欧洲电台在西德的兰佩特海姆建立了一个发射站，7月4日，自由欧洲电台针对捷克斯洛伐克完成了第一次广播。自由欧洲电台的广播在东欧基本被禁，共产党当局也会利用复杂的干扰技术来阻止本国人民收听那些节目。1950年代末，自由欧洲电台开始组建一个完整的外籍广播团队，而这个团队也不仅仅只是一个由苏东流亡者所组成的“流亡者喉舌团队”。1956年匈牙利革命失败后，有人指责自由欧洲电台给了匈牙利听众以错误的希望，虽然自由欧洲电台随后撇清了与此事的干系，但电台内部还是在此事过后建立了一个广播内容分析部门，目的是在保证记者仍然拥有自主權的同时，还要确保广播内容的准确、专业。
一项1960年的研究得出结论，自由欧洲电台所拥有的听众数量比BBC和VOA都要多。该研究的结论还指出，BBC的广播内容最为客观，而VOA在匈牙利1956年革命之后则停止了对共产主义世界的批评性质的广播，VOA也因此经历了明显的下滑过程。后来的VOA的广播内容重点则变成了世界新闻、美国文化以及爵士乐。

### 引用
1. ↑  Wettig 2008
2. ↑  Roberts 2006
3. 1 2 3  Wettig 2008
4. 1 2 3  Senn, Alfred Erich, Lithuania 1940: Revolution from Above, Amsterdam, New York, Rodopi, 2007 ISBN 978-90-420-2225-6
5. ↑  Kennedy-Pipe, Caroline, Stalin's Cold War, New York: Manchester University Press, 1995, ISBN 0-7190-4201-1
6. ↑  Roberts 2006
7. ↑  Shirer 1990
8. 1 2 3  Graubard 1991
9. ↑  Grenville 2005
10. ↑  Granville, Johanna, The First Domino: International Decision Making during the Hungarian Crisis of 1956, Texas A&M University Press, 2004. ISBN 1-58544-298-4
11. ↑  Cook 2001
12. ↑  Wettig 2008
13. ↑  Wettig 2008
14. ↑  Crampton 1997
15. ↑  Eastern bloc, The American Heritage New Dictionary of Cultural Literacy, Third Edition. Houghton Mifflin Company, 2005.
16. ↑  Hardt & Kaufman 1995
17. ↑  Hardt & Kaufman 1995
18. 1 2  Roht-Arriaza 1995
19. 1 2  Pollack & Wielgohs 2004
20. ↑  Böcker 1998
21. ↑  Dowty 1989
22. ↑  Hardt & Kaufman 1995
23. 1 2 3 4 5  Frucht 2003
24. ↑  O'Neil 1997
25. 1 2 3  O'Neil 1997
26. 1 2  O'Neil 1997
27. ↑  Major & Mitter 2004
28. 1 2 3 4 5 6 7 8 9  Frucht 2003
29. 1 2  Major & Mitter 2004
30. 1 2 3  Crampton 1997
31. ↑  Pike 1997
32. 1 2 3  Pike 1997
33. ↑  Pike 1997
34. 1 2  Pike 1997
35. ↑  October 7, 1949 Constitution of East Germany （页面存档备份，存于）, German Document Archive （德語）
36. ↑  Pike 1997
37. ↑  Philipsen 1993
38. ↑  Ursu, Andrei. . Revista 22, Nr. 849, June 2006. （原始内容存档于16 October 2007） （罗马尼亚语）.
39. ↑  （法語） Gabriela Blebea Nicolae, "Les défis de l'identité: Étude sur la problématique de l'identité dans la période post-communiste en Roumanie" （页面存档备份，存于）, in Ethnologies, Vol. 25, Nr. 1/2003 (hosted by Érudit.org （页面存档备份，存于）); retrieved November 19, 2007
40. ↑  Goşu, Armand. . Revista 22, Nr. 852. July 2006. （原始内容存档于2006-07-18） （罗马尼亚语）.
41. ↑  Deletant 1995
42. ↑  Olaru, p.41-42
43. ↑  （羅馬尼亞語） George Tărâţă, "Torţionarul Stanică rămâne liber" （页面存档备份，存于）, in Ziua, November 9, 2006
44. ↑  Richard Solash, "Hungary: U.S. President To Honor 1956 Uprising" 的存檔，存档日期2008-07-09., Radio Free Europe, June 20, 2006
45. ↑  The Counter-revolutionary Conspiracy of Imre Nagy and his Accomplices White Book, published by the Information Bureau of the Council of Ministers of the Hungarian People's Republic (No date).
46. 1 2 3  （羅馬尼亞語） Raluca Alexandrescu, "Mai multe începuturi de drum" ("Several Road Starts") Archive.today的存檔，存档日期2012-09-06, interview with Ioana Zlotescu, in Observator Cultural
47. 1 2 3  （羅馬尼亞語） Nicole Sima, "Cred în Moş Crăciun!" ("I Believe in Santa Claus!"), memoir hosted by LiterNet （页面存档备份，存于）
48. 1 2  Vida, Mariana. . Ziarul Financiar. August 4, 2006. （原始内容存档于2007-09-27） （罗马尼亚语）.
49. ↑  （羅馬尼亞語） Sanda Golpenţia, "Introducere la Ultima carte de Anton Golpenţia (Anchetatorii)" ("Introduction to Anton Golpenţia's Ultima carte (The Inquisitors)"), at Memoria.ro （页面存档备份，存于）
50. ↑  Tismăneanu, Vladimir "Memorie...", Stalinism..., p.294
51. 1 2  （義大利語） Antonio Borrelli, Servo di Dio Anton Durcovici. Vescovo e martire （页面存档备份，存于）
52. ↑  （羅馬尼亞語） Procesul Comunismului. Episcopii Romano-Catolici （页面存档备份，存于）
53. ↑  Chiorean, Claudia Talaşman, "Promovarea mitului Erei Noi în perioada 1989–2000 prin România Literară", p.138-139
54. ↑  Frucht 2003
55. 1 2  Frucht 2003
56. 1 2 3 4 5 6 7  Frucht 2003
57. 1 2 3 4 5  Pike 1997
58. ↑  Pike 1997
59. 1 2  Laqueur 1994
60. 1 2  Laqueur 1994
61. 1 2 3 4 5  Deletant 1995
62. ↑  Deletant 1995
63. ↑  Olsen 2000
64. ↑  Turnock 1997
65. 1 2  John C. Clews (1964) Communist Propaganda techniques, printed in the USA by Praeger and in Great Britain
66. ↑  Crampton 1997
67. ↑  Crampton 1997
68. ↑  Nikolai Bukharin, Yevgeny Preobrazhensky The ABC of Communism (1969 translation: ISBN 0-14-040005-2), Chapter 10: Communism and Education （页面存档备份，存于）
69. ↑  Hancock, Dafydd. . Intertel from Transdiffusion. 2001-01-01  [2006-02-20]. （原始内容存档于2013-04-16）.
70. ↑  Mitchener, Brandon. . International Herald Tribune. 1994-11-09  [2007-05-12]. （原始内容存档于2008-05-21）.
71. 1 2 3  Henig 2005
72. 1 2 3  Department of State 1948
73. 1 2 3  Roberts 2002
74. ↑  Churchill 1953
75. 1 2  Roberts 2002
76. 1 2  Nekrich, Ulam & Freeze 1997
77. 1 2 3 4  Soviet Information Bureau 1948
78. ↑  （俄語） "Самиздат: сам сочиняю, сам редактирую, сам цензурирую, сам издаю, сам распространяю, сам и отсиживаю за него." (autobiographical novel И возвращается ветер..., And the Wind returns... NY, Хроника, 1978, p.126) Also online at
79. ↑  （俄語） Chronicle of Current Events （页面存档备份，存于） Archive at memo.ru
80. 1 2  Cold War Propaganda by John B. Whitton, The American Journal of International Law, Vol. 45, No. 1 (Jan., 1951), pp. 151–153
81. 1 2 3 4  Puddington 2003
82. ↑  Mickelson, Sig, "America's Other Voice: the Story of Radio Free Europe and Radio Liberty" (New York: Praeger Publishers, 1983): Mickelson 30.
83. 1 2  Puddington 2003